# Issa Album
Issa Album — дебютный студийный альбом рэпера 21 Savage. Он был выпущен 7 июля 2017 года на лейблах Slaughter Gang и Epic Records. Альбом спродюсирован его частым соавтором Metro Boomin, а также Southside, Pi’erre Bourne, Zaytoven, Wheezy, DJ Mustard и самим 21 Savage. Он является продолжением совместного с Metro Boomin мини-альбома Savage Mode (2016).
В поддержку Issa Album был выпущен ведущий сингл «Bank Account». Альбом занял второе место в американском чарте Billboard 200 и получил в целом положительные отзывы критиков.

## История
9 февраля 2017 года 21 Savage объявил название альбома. 29 июня 21 Savage опубликовал обложку альбома, а также дату выхода. 2 июля 2017 года 21 Savage объявил продюсеров альбома.

## Продвижение
Сингл «Issa» при участии Янга Тага и Дрейка должен был войти в альбом. 19 декабря 2016 года Янг Таг опубликовал видео, подтверждающее, что он будет сотрудничать с 21 Savage в работе над его дебютным студийным альбомом. Однако в мае 2017 года оригинальный трек слили в интернет, вследствие чего многие поклонники даже не подозревали о том, что песня вошла в альбом. Позже было подтверждено, что 21 Savage исключил песню из своего студийного альбома.

### Синглы
Ведущий сингл альбома, «Bank Account», был выпущен на радио в формате rhythmic contemporary 8 августа 2017 года. Песня заняла 12 место в американском чарте Billboard Hot 100.

## Оценки критиков
| Совокупная оценка | Совокупная оценка |
| Источник          | Оценка            |
| ----------------- | ----------------- |
| AnyDecentMusic?   | 6.5/10            |
| Metacritic        | 70/100            |
| Оценки критиков   |                   |
| Источник          | Оценка            |
| AllMusic          | [ 11 ]            |
| Consequence       | C+                |
| Exclaim!          | 8/10              |
| Gig Soup          | 73%               |
| HipHopDX          | 3.3/5             |
| HotNewHipHop      | 72%               |
| Pitchfork         | 6.5/10            |
| RapReviews        | 6.5/10            |
| Tiny Mix Tapes    | 4/5               |
| XXL               | 4/5               |

Issa Album получил в целом положительные отзывы. На сайте Metacritic, который присваивает нормализованный рейтинг из 100 баллов рецензиям ведущих изданий, альбом получил в среднем 70 баллов на основе 10 рецензий. Агрегатор AnyDecentMusic? оценил альбом в 6,5 баллов из 10, основываясь на своей оценке мнения критиков.
Скотт Глейшер в статье для XXL высказал мнение, что артисту «удалось создать из Issa Album довольно лаконичный проект обо всём том, что делает его таким привлекательным рэпером в современном хип-хоп ландшафте». М. Т. Ричардс из Exclaim! написал, что «силу чувств Savage в отношении определенных людей невозможно переоценить». Корриган Би из Tiny Mix Tapes отметил: «Несмотря на все ожидания, слушать этот альбом — сплошное удовольствие: он просто демонстрирует, как звучит 21 Savage, когда ему весело читать рэп». Джон Караманика из The New York Times одобрительно написал: «Issa Album состоит из лучших и наиболее полно реализованных песен 21 Savage на сегодняшний день — особенно „Bank Account“ и „Bad Business“». Джастин Айви из HipHopDX заявил: «Начинающая звезда легко могла бы играть безопасно и придерживаться выигрышной формулы, которая остается его сильной стороной (например, „Bank Account“ и „Close My Eyes“). Вместо этого он бросил себе вызов и стал более музыкально амбициозным. И хотя его эксперименты не привели к динамичным результатам, положительные моменты затмили отрицательные».
Стив «Flash» Хуон из RapReviews сказал: «К лучшему или худшему, альбом также временами становится однообразным, так как он остается верен эстетике трэпа и в основном был спродюсирован Metro Boomin. Это не непродуманно, просто в итоге всё это становится немного однообразным, если не перемешать всё в случайном порядке и/или не добавить несколько песен других исполнителей». Шелдон Пирс из Pitchfork утверждает: «Он столь привлекателен, когда углубляется в свою психологию таким образом, предоставляя нечто большее, чем просто поверхностный взгляд на вещи, но этих моментов недостаточно для достойного Issa Album, который является таким же простым, как и его название». В своей смешанной рецензии Нил З. Йенг из AllMusic заявил: «В целом, Issa — это грамотное выступление, свидетельствующее о перспективности молодого рэпера». Брайан Джозефс из Spin сказал: «Issa Album не обязательно должен быть похожим на The Infamous, но он мог бы выиграть от более четкой и жесткой направленности». Рен Грейвс из Consequence раскритиковал «повторяющиеся строчки о том, как получить кайф, перепихнуться и получить много денег».

## Коммерческие показатели
Issa Album дебютировал на втором месте в американском чарте Billboard 200 с 77 000 единиц, эквивалентных альбому, из которых 22 000 были чистыми продажами альбома. 24 ноября 2020 года альбом был удостоен платиновой сертификации RIAA за совокупные продажи, стриминг и продажи треков, эквивалентные миллиону единиц в Соединенных Штатах.

## Список композиций
| №                   | Название            | Автор(ы)                                                                        | Продюсер(ы)                         | Длительность |
| ------------------- | ------------------- | ------------------------------------------------------------------------------- | ----------------------------------- | ------------ |
| 1.                  | «Famous»            | Шайя Эйбрахам-Джозеф, Лиленд Уэйн и Ксавьер Дотсон                              | Metro Boomin и Zaytoven[b]          | 3:54         |
| 2.                  | «Bank Account»      | Эйбрахам-Джозеф, Уэйн и Кольридж-Тейлор Перкинсон                               | 21 Savage и Metro Boomin[a]         | 3:40         |
| 3.                  | «Close My Eyes»     | Эйбрахам-Джозеф и Уэйн                                                          | Metro Boomin                        | 4:52         |
| 4.                  | «Bad Business»      | Эйбрахам-Джозеф и Джошуа Луэллен                                                | Southside, Jake One[b] и Сэм Уиш[b] | 2:42         |
| 5.                  | «Baby Girl»         | Эйбрахам-Джозеф и Джордан Дженкс                                                | Pi’erre Bourne                      | 2:49         |
| 6.                  | «Thug Life»         | Эйбрахам-Джозеф, Уэйн и Кёртис Мейфилд                                          | Metro Boomin                        | 4:23         |
| 7.                  | «FaceTime»          | Эйбрахам-Джозеф, Дижон Макфарлейн, Те Вити Уорбрик, Николас Аудино и Льюис Хьюз | DJ Mustard и Twice as Nice[a]       | 3:59         |
| 8.                  | «Nothin New»        | Эйбрахам-Джозеф, Уэйн и Дотсон                                                  | Metro Boomin и Zaytoven             | 3:39         |
| 9.                  | «Numb»              | Эйбрахам-Джозеф и Уэйн                                                          | Metro Boomin                        | 4:31         |
| 10.                 | «Dead People»       | Эйбрахам-Джозеф и Луэллен                                                       | Southside и Jake One[b]             | 2:27         |
| 11.                 | «Money Convo»       | Эйбрахам-Джозеф и Уэйн                                                          | Metro Boomin                        | 3:33         |
| 12.                 | «Special»           | Эйбрахам-Джозеф и Уэсли Гласс                                                   | Wheezy                              | 3:37         |
| 13.                 | «Whole Lot»         | Эйбрахам-Джозеф, Уэйн и Джеффери Уильямс                                        | Metro Boomin и Cubeatz[b]           | 5:13         |
| 14.                 | «7 Min Freestyle»   | Эйбрахам-Джозеф и Уэйн                                                          | Metro Boomin и Southside[b]         | 7:11         |
| Общая длительность: | Общая длительность: | Общая длительность:                                                             | Общая длительность:                 | 56:30        |

Примечания
- ↑  сопродюсер
- ↑  неуказанный сопродюсер

Семплы
- «Bank Account» содержит семпл композиции Кольриджа-Тейлора Перкинсона[англ.] «Flashbulbs».
- «Thug Life» содержит семпл песни «Something He Can Feel[англ.]», написанной Кёртисом Мейфилдом и исполненной En Vogue.

## Участники записи
Информация взята из Tidal и XXL.
| Исполнители - 21 Savage — основной исполнитель - Янг Таг — вокал (трек 13) Техники - Алекс Тумай — сведение - Горди Тумай — помощник по сведению - Джо Лопорта — мастеринг - Блейк Харден — запись - Деррик Селби — запись - Итан Стивенс — запись - Энтони Гонзалес — запись - Брайан Смит — запись - Тодд Бергман — запись (трек 7, не указан) Продюсеры - Metro Boomin — продюсер (треки 1, 3, 6, 8, 9, 11, 13, 14), сопродюсер (трек 2) - Zaytoven — неуказанный сопродюсер (трек 1), продюсер (трек 8) - 21 Savage — продюсер (трек 2) - Southside — продюсер (треки 4, 10), неуказанный сопродюсер (трек 14) - Jake One — сопродюсер (треки 4, 10) - Сэм Уиш — сопродюсер (трек 4) - Pi’erre Bourne — продюсер (трек 5) - DJ Mustard — продюсер (трек 7) - Twice as Nice — сопродюсер (трек 7) - Wheezy — продюсер (трек 12) - Cubeatz — неуказанный сопродюсер (трек 13) |

## Чарты
| Чарт (2017)                            | Высшая позиция |
| -------------------------------------- | -------------- |
| Австралия (ARIA)                       | 42             |
| Бельгия/Фландрия (Ultratop)            | 56             |
| Бельгия/Валлония (Ultratop)            | 195            |
| Канада (Canadian Albums Chart)         | 8              |
| Чехия (ČNS IFPI)                       | 74             |
| Дания (Hitlisten)                      | 29             |
| Нидерланды (Album Top 100)             | 22             |
| Финляндия (Suomen virallinen lista)    | 23             |
| Франция (SNEP)                         | 106            |
| Италия (Classifica album)              | 76             |
| Новая Зеландия (RMNZ)                  | 27             |
| Норвегия (VG-lista)                    | 22             |
| Швеция (Sverigetopplistan)             | 37             |
| Великобритания (UK Albums Chart)       | 42             |
| США (Billboard 200)                    | 2              |
| США (Billboard Top R&B/Hip-Hop Albums) | 2              |

| Чарт (2017)                            | Позиция |
| -------------------------------------- | ------- |
| США Billboard 200                      | 55      |
| США (Billboard Top R&B/Hip-Hop Albums) | 24      |

| Чарт (2018)                            | Позиция |
| -------------------------------------- | ------- |
| США Billboard 200                      | 141     |
| США (Billboard Top R&B/Hip-Hop Albums) | 70      |

## Сертификации
| Регион                                                                      | Сертификация | Продажи   |
| --------------------------------------------------------------------------- | ------------ | --------- |
| Канада (Music Canada)                                                       | Платиновый   | 80 000    |
| Дания (IFPI Danmark)                                                        | Золотой      | 10 000    |
| США (RIAA)                                                                  | Платиновый   | 1 000 000 |
| Данные о продажах + прослушиваниях приведены только на основе сертификации. |              |           |